# Enzo Cozzolini
Enzo Cozzolini (Roma, 3 gennaio 1924 – 30 settembre 1962) è stato un calciatore italiano, di ruolo mezzala.

## Caratteristiche tecniche
Nasce come interno di centrocampo, preferibilmente sinistro. Dotato di buona tecnica individuale, è stato occasionalmente impiegato anche come ala sinistra.

## Carriera
Prodotto del vivaio romanista, esordisce con la maglia giallorossa nella stagione 1942-1943, immediatamente successiva al primo scudetto. L'esordio in Serie A avviene nel giorno del suo diciannovesimo compleanno, il 3 gennaio 1943 contro il Genova 1893. Con la maglia romanista disputa un'altra partita in quella stagione e successivamente viene impiegato con regolarità nel Campionato romano di guerra nei due anni successivi, contribuendo alla vittoria nel torneo 1944-1945.
Riconfermato nella formazione capitolina per il campionato Centro-Sud 1945-1946, disputa le sue ultime 9 partite nella massima serie prima di essere ceduto in Serie B. Dopo una stagione nel Rieti, passa all'Empoli, squadra nella quale conquista la permanenza nella serie cadetta al termine del campionato 1947-1948. In seguito gioca per tre stagioni nel Brescia e quindi per una stagione al neopromosso Piombino (con cui sconfigge la "sua" Roma nel frattempo retrocessa) e al Catania, tutte in Serie B.
Nel 1953 scende ulteriormente di categoria, acquistato a novembre dal Piacenza in Serie C. Dopo una sola stagione in Emilia torna a Roma per concludere la carriera nel Chinotto Neri, squadra aziendale della capitale.

## Palmarès
- Campionato romano di guerra: 1

Roma: 1944-1945